# Skarpen, Värmland
Skarpen är en sjö i Filipstads kommun i Värmland och ingår i Göta älvs huvudavrinningsområde. Sjön har en area på 1,74 kvadratkilometer och ligger 237,2 meter över havet. Sjön avvattnas av vattendraget Tvärälven. Vid provfiske har bland annat abborre, gädda, lake och mört fångats i sjön.

## Delavrinningsområde
Skarpen ingår i det delavrinningsområde (661097-142201) som SMHI kallar för Utloppet av Skarpen. Medelhöjden är 259 meter över havet och ytan är 12,61 kvadratkilometer. Det finns inga avrinningsområden uppströms utan avrinningsområdet är högsta punkten. Tvärälven som avvattnar avrinningsområdet har biflödesordning 5, vilket innebär att vattnet flödar genom totalt 5 vattendrag innan det når havet efter 359 kilometer. Avrinningsområdet består mestadels av skog (72 procent). Avrinningsområdet har 1,86 kvadratkilometer vattenytor vilket ger det en sjöprocent på 14,8 procent.

## Fisk
Vid provfiske har följande fisk fångats i sjön:
- Abborre
- Gädda
- Lake
- Mört
- Nors
- Sik